# PayPal Park
Avaya Stadium és un estadi de futbol situat a la ciutat de San José, Califòrnia, Estats Units. Es troba dins de l'àrea metropolitana de San Francisco. Actualment és la seu de l'equip San Jose Earthquakes de la Major League Soccer. L'estadi va ser inaugurat l'any 2015.